# Simon Rhee

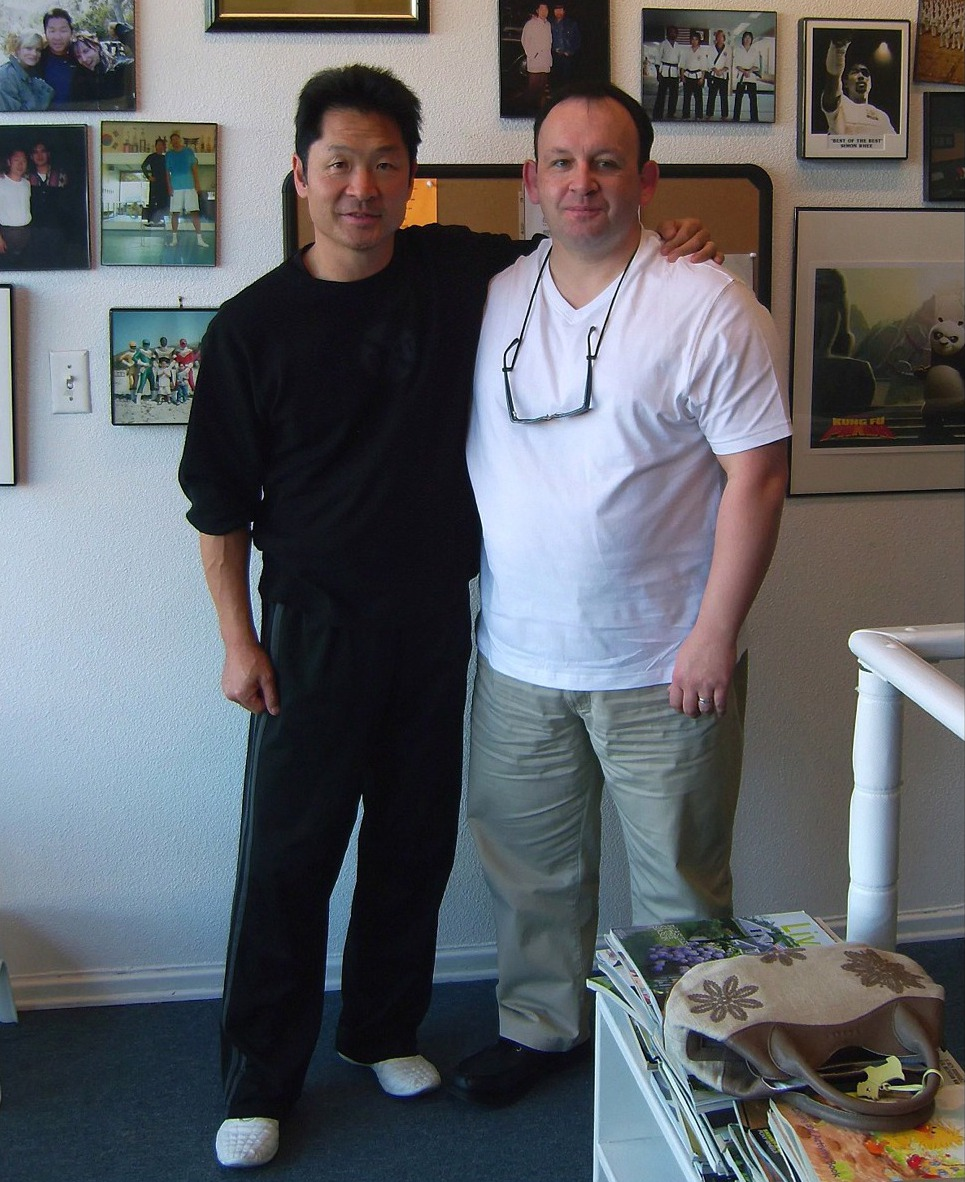
Simon Rhee (li.) und Barry Cook

Simon Rhee, eigentlich Minhi Y. Rhee (* 28. Oktober 1957 in San Jose, USA) ist ein US-amerikanischer Schauspieler, Stuntman und Stunt-Coordinator.
Simon Rhee heißt mit bürgerlichen Namen Minhi Y. Rhee und ist besonders für seine Martial-Arts bekannt. Er hat einen jüngeren Bruder (Phillip Rhee), der als Filmregisseur, Filmproduzent, Drehbuchautor und ebenfalls als Schauspieler tätig ist. Wie sein Bruder begann er schon im frühen Alter verschiedene Kampfkünste zu erlernen, wie zum Beispiel Taekwondo und Hapkido. Er begann zusammen mit seinem Bruder in Filmen zu spielen (Best of the Best 1 und 2). Später bekam er Schauspielrollen für Lethal Weapon 4, The Italian Job – Jagd auf Millionen, und Numbers – Die Logik des Verbrechens.
Simon Rhee lebt zusammen mit seiner Frau in Woodland Hills und hat zwei Söhne. Er besitzt einen Taekwondo-Center „Simon Rhee Tae Kwon Do“ in Woodland Hills.

## Filmografie (Auswahl)
Schauspieler
- 1977: Kentucky Fried Movie (The Kentucky Fried Movie)
- 1984: Furious
- 1988: Commando Silent Assassins (Silent Assassins)
- 1989: Karate Tiger IV – Best of the Best (Best of the Best)
- 1991: Showdown in Little Tokyo
- 1992: Unser lautes Heim (Growing Pains, Fernsehserie, 1 Folge)
- 1992: Universal Soldier
- 1993: Best of the Best 2 – Der Unbesiegbare (Best of the Best 2)
- 1994: Viper – Ein Ex-Cop räumt auf (Bad Blood)
- 1995: Fatal Choice
- 1997: Psycho Sushi
- 1998: T.N.T.
- 1998: Lethal Weapon 4
- 2000: Whitmans Rückkehr (Blowback)
- 2001: Honor & Duty - The Substitute IV  (The Substitute: Failure Is Not an Option)
- 2002: Kung Pow: Enter the Fist
- 2002: The District – Einsatz in Washington (The District, Fernsehserie, 1 Folge)
- 2002: Landspeed
- 2002: Windtalkers
- 2002: Meister der Verwandlung (The Master of Disguise)
- 2003: CSI: Den Tätern auf der Spur (CSI: Crime Scene Investigation, Fernsehserie, 1 Folge)
- 2003: The Italian Job – Jagd auf Millionen (The Italian Job)
- 2003: Blind Horizon – Der Feind in mir (Blind Horizon)
- 2004: Clementine
- 2004: The Shield – Gesetz der Gewalt (The Shield, Fernsehserie, 1 Folge)
- 2004: Boston Legal (Fernsehserie, 1 Folge)
- 2005: Entourage (Fernsehserie, 1 Folge)
- 2006: 18 Fingers of Death!
- 2006: Mission: Impossible III
- 2006: Watch Over Me (Fernsehserie, 1 Folge)
- 2007: Big Stan
- 2008: Tropic Thunder
- 2008: Reno 911! (Fernsehserie, 1 Folge)
- 2008: Lost (Fernsehserie, 1 Folge)
- 2008: Redbelt
- 2009: The Art of War III: Die Vergeltung (The Art of War III: Retribution)
- 2012: Alex Cross
- 2012: The Dark Knight Rises
- 2012: Safe – Todsicher (SAFE)
- 2013: Olympus Has Fallen – Die Welt in Gefahr (Olympus Has Fallen)
- 2014: The Gambler
- 2015: Straight Outta Compton
- 2020: Birds of Prey: The Emancipation of Harley Quinn (Birds of Prey (and the Fantabulous Emancipation of One Harley Quinn))

## Auszeichnungen
- 2001: Taurus Award für Rush Hour 2 (Best Fight)
- 2006: Taurus Award für Letters from Iwo Jima (Best Fire Stunt)